# August Wilhelm Hedenus
August Wilhelm Hedenus (* 27. Dezember 1797 in Dresden; † 6. November 1862 ebenda) war ein deutscher Arzt und Schriftsteller.

## Leben
Hedenus war der Sohn des königlichen Leibarztes Johann Wilhelm August Hedenus (1760–1836). Er besuchte zunächst die Kreuzschule in Dresden, bevor er 1811 an der Fürstenschule Schulpforta aufgenommen wurde. Dort trat er erstmals durch seine Gedichte in Erscheinung. Anschließend nahm er ab 1816 an der Universität Leipzig ein Studium der Medizin auf, bevor er 1818 an die Chirurgisch-Medizinische Akademie zu Dresden wechselte. 1819 und 1820 studierte er an den Universitäten von Göttingen und Berlin, bevor er an die Universität in Leipzig zurückkehrte, an der er 1824 zum Doktor der Medizin und Chirurgie promoviert wurde. Er stand unter anderem unter besonderem Einfluss von Albrecht von Graefe, Johann Christian Jüngken, Karl Gottlob Kühn und Karl August Kuhl. 1824 gab er seine ersten Gedichte im Druck heraus.
Hedenus unternahm von 1824 bis 1826 eine Studienreise durch Frankreich, Großbritannien, die Niederlande, Belgien und verschiedene deutsche Länder. Anschließend ließ er sich in Dresden als praktischer Arzt nieder. Er widmete sich neben der ärztlichen Praxis, Gedichten und medizinischen Beiträgen auch der Erforschung von Heilquellen. Er machte sich unter anderem um die Quellen von Karlsbad verdient, wofür er 1858 in Karlsbad geehrt wurde. Außerdem war er zwischen 1850 und 1852 Berater der herzoglich braunschweigischen Staatsregierung für die Einrichtung des Solebads Juliushall, das im heutigen Bad Harzburg errichtet wurde.
Hedenus war der Schwiegersohn von Friedrich Adolph August Struve.

## Werke (Auswahl)
- Tractatus de glandula thyreoidea tam sana quam morbosa inprimis de struma eiusque causis atque medela, Weidmann, Leipzig 1822.
- Commentatio chirurgica de Femore in Cavitate Cotyloidea amputando, Hartmann, Leipzig 1823.
- De Medicinae Praestantia atque Dignitate quibus inter alias eminet Disciplinas: accedunt nonnulla de proxima Morbi arquati Caussa et de Visus Depravatione in Ictericis, Elbert, Leipzig 1824.
- Graeciae antiquam gloriam vindicanti sacrum, Gedichte, Leipzig 1824.
- Ueber die verschiedenen Formen der Verengerung des Afterdarms und deren Behandlung, Voß, Leipzig 1828.
- Gutachten über die zu Harzburg einzurichtende Bade- und Heil-Anstalt, 1851.